# Конокове
Коноково — село в Успенському районі Краснодарського краю, утворює Коноковське сільське поселення.
Населення — 7,4 тис. осіб (2002).
Село розташовано на лівому березі Кубані, при впадінні в неї лівої притоки Бечуг, у степовій зоні, за 2 км північно-східніше районного центру — Успенське, за 18 км південно-східніше міста Армавір. Залізнична станція Конокове на лінії Армавір — Мінеральні Води.
До складу Коноковського сільського поселення входить лише селоКонокове.